# Михайловский, Яков Лаврентьевич
Я́ков Лавре́нтьевич Михайло́вский (Михаловский) (? — 3 августа 1886) — русский генерал, участник Туркестанских походов.

## Биография
11 июня 1855 года произведён в первый офицерский чин и направлен служить в 10-ю артиллерийскую бригаду.
В 1862 году за совершения ряда боевых походов в среднеазиатскую степь был награждён орденом св. Анны 3-й степени, в 1864 году удостоен ордена св. Владимира 4-й степени с мечами бантом; за отличие при взятии Ташкента был награждён золотой саблей с надписью «За храбрость».
В чине капитана принял участие в штурме Ходжента 24 мая 1866 года и был контужен; при взятии Джизака в октябре того же года командовал одной из штурмовых колонн; награждён орденом св. Анны 2-й степени с мечами.
В 1870 году полковник Михайловский, находясь в составе отряда генерала Абрамова, был в Шахрисябзской экспедиции, и командуя главным штурмовым отрядом взял города Шаар и Китаб, во время уличных боёв был ранен саблей в голову; после взятия этих городов преследовал бежавших беков Джурабека и Бабабека до границ Кокандского ханства; за отличие получил орден св. Владимира 3-й степени с мечами.
24 января 1871 года назначен командиром 2-й Туркестанской артиллерийской бригады. В том же году в ходе Кульджинского похода генерал Колпаковский поручил полковнику Михайловскому отдельный отряд, который 31 мая у селения Кетмень выдержал тяжелейший бой с уйгурами; 18 июня был в успешном генеральном сражении с кульджинским военачальником Абдрахман-казначи у крепости Чин-ча-го-дзи, а на следующий день участвовал в бою с остатками кульджинских войск у Суйдуна. За отличие в Кульджинском походе 10 октября 1871 года Михайловский был произведён в генерал-майоры.
В 1873—1876 годах неоднократно замещал временно отсутствовавшего в Верном генерала Колпаковского в должности военного губернатора Семиреченской области; получил ордена св. Станислава 1-й степени (1874 год) и св. Анны 1-й степени (1876 год).
С 1878 года являлся начальником артиллерии 9-го армейского корпуса.
В 1882 году после смерти генерала Жаринова был назначен начальником артиллерии Туркестанского военного округа.
Кроме прочих наград имел ордена св. Владимира 2-й степени (1880 год) и Белого Орла (1883 год).
Умер 3 августа 1886 года.

## Источник
- Азбучный указатель имён русских деятелей для русского биографического словаря А. А. Половцова. Часть вторая. М—Ө. // Сборник Императорского Русского исторического общества. Том LXII. СПб., 1887
- Список генералам по старшинству на 1886 год. СПб., 1886
- Терентьев М. А. История завоевания Средней Азии. Т. 1—3. СПб., 1903
- В. А. Моисеев. Россия и Китай в Центральной Азии. Глава 5. ОККУПАЦИЯ РУССКИМИ ВОЙСКАМИ ИЛИЙСКОГО КРАЯ В 1871 г.